# Monfumo
Monfumo (Mofùn in veneto) è un comune italiano di 1 286 abitanti della provincia di Treviso in Veneto.

## Storia
L'ipotesi più probabile lega il toponimo alla formazione di nubi attorno alla cima dei monti. Molto debole la spiegazione fornita da Gina Fasoli la quale, collocando la località lungo la frontiera del Regno Longobardo, lo avvicina all'usanza di effettuare segnalazioni di fumo a scopo difensivo.
Scarsissimi i reperti riguardanti la storia più antica, mentre abbondano i riferimenti circa il periodo medievale. All'inizio del XII secolo ciascuna frazione costituì un feudo gravitante attorno al comune di Treviso: a Monfumo si insediarono i Maltraversi (detti anche da Monfumo) e a Castelli l'omonima famiglia. Le due casate dimoravano nei rispettivi fortilizi, che dovevano sorgere dove oggi si trovano le parrocchiali dei paesi.
Maltraversi e da Castelli furono legati alla fazione ghibellina e nel XIII secolo si schierarono dalla parte degli Scaligeri opponendosi ai guelfi rappresentati dai Caminesi e dai vescovi di Feltre e Treviso. La loro sconfitta fu però sancita dalla conquista della Serenissima, che abolì i feudi istituendo la podesteria di Asolo, governata da rettori veneziani.
L'odierno comune di Monfumo fu costituito nel 1810 durante la dominazione napoleonica, scorporandone il territorio da quello di Asolo. Nel 1928 l'ente fu soppresso e riaggregato ad Asolo, per poi tornare definitivamente autonomo nel 1945.

### Simboli
Lo stemma civico, privo di concessione ufficiale, si può blasonare:
Il gonfalone è un drappo di azzurro.

## Società

### Evoluzione demografica
Abitanti censiti

### Etnie e minoranze straniere
Al 31 dicembre 2023 gli stranieri residenti nel comune erano 31, ovvero il 2,4% della popolazione (la percentuale più bassa della provincia).

## Economia
Fino a 15-20 anni fa, Monfumo, considerata la struttura collinare del territorio, era un paese quasi totalmente agricolo con un'economia basata principalmente sull'allevamento di vacche da latte e sulla coltivazione di vigneti. Successivamente l'attività agricola ha cominciato a diminuire sempre più rapidamente, fino al momento attuale che ne segna una profonda crisi. L'abbandono dell'attività agricola è stato causato essenzialmente dal carattere morfologico del territorio che, essendo totalmente collinare, comporta enormi difficoltà nella conduzione dei terreni e in modo particolare svantaggia il Comune rispetto alle altre realtà agricole che si basano sulla meccanizzazione.
Da punto di vista industriale, il Comune presenta una forte specializzazione nel campo edilizio: le unità locali nel settore delle costruzioni ammontano a 23 e gli addetti a 55, rispettivamente il 35% e il 26% del totale comunale. Questi valori portano Monfumo in testa alla classifica degli indici di specializzazione per la più alta proporzione di addetti in questo settore.
Il settore manifatturiero è invece estremamente povero. È composto solo da 11 unità locali di piccolissime dimensioni in cui vi lavorano 91 addetti.
In particolare si registrano 2 attività di carattere artigianale in campo calzaturiero, un'industria nella lavorazione di minerali non metalliferi, specializzata nella fabbricazione di laterizi (mattoni, tegole) che affianca l'attività edile ed un'industria di fabbricazione di cucine in legno.
A causa della esiguità della popolazione e della mancanza di centri significativi, l'attività commerciale è molto ridotta. Le unità locali dedite al commercio sono 15 e occupano in media 21 addetti. Gli esercizi pubblici che praticano la ristorazione rappresentano un buon riferimento per l'agriturismo attratto dal paesaggio e dall'ambiente particolarmente suggestivo. Presente anche un'ampia discoteca polivalente con offerta di diversi generi musicali. Infine, Monfumo offre ottimi prodotti alimentari ed artigianali quali castagne, vino, formaggi, mele, miele, funghi e manufatti vari.
L’associazione Slow Food del Montello e Colli Asolani nel 2009 ha preso contatti con il Comune e la Pro Loco di Monfumo per proporre la ripresa del progetto "mele antiche", evidenziando l’importanza del recupero delle antiche varietà di mela in un contesto economico e culturale quanto mai attuale. In collaborazione con l’Istituto agrario Parolini di Bassano del Grappa e con Veneto Agricoltura, sono state individuate 18 varietà di mele assegnate ai produttori locali per la loro reintroduzione e coltivazione.
 Alla fine di settembre viene organizzata la "festa della mela",  mostra mercato dell'artigianato e vendita di prodotti a base di mele, che attira visitatori ed appassionati della natura.

## Amministrazione
| Periodo          | Periodo         | Primo cittadino   | Partito                                     | Carica                  | Note   |
| ---------------- | --------------- | ----------------- | ------------------------------------------- | ----------------------- | ------ |
| 12 luglio 1985   | 21 giugno 1990  | Giovanni Bordin   | DC                                          | sindaco                 | [ 16 ] |
| 21 giugno 1990   | 24 aprile 1995  | Giovanni Bordin   | DC                                          | sindaco                 | [ 17 ] |
| 24 aprile 1995   | 27 maggio 1996  | Claudio Faganello | lista civica di centro-destra               | sindaco                 | [ 18 ] |
| 17 giugno 1996   | 1º ottobre 1996 | Aldo Adinolfi     | -                                           | commissario prefettizio |        |
| 18 novembre 1996 | 14 maggio 2001  | Rodolfo De Paoli  | lista civica di centro-sinistra             | sindaco                 | [ 19 ] |
| 14 maggio 2001   | 29 maggio 2006  | Rodolfo De Paoli  | lista civica di centro-sinistra             | sindaco                 | [ 20 ] |
| 30 maggio 2006   | 15 maggio 2011  | Mauro Furlanetto  | lista civica di centro-sinistra             | sindaco                 | [ 21 ] |
| 15 maggio 2011   | 24 giugno 2016  | Mauro Furlanetto  | lista civica di centro-sinistra Per Monfumo | sindaco                 | [ 22 ] |
| 24 giugno 2016   | 4 ottobre 2021  | Luciano Ferrari   | lista civica di centro-destra Nuova Monfumo | sindaco                 | [ 23 ] |
| 4 ottobre 2021   | in carica       | Luciano Ferrari   | lista civica di centro-destra Nuova Monfumo | sindaco                 |        |